# 淀山湖大道站
淀山湖大道站（工程名青浦新城4站）位于中华人民共和国上海市青浦区青浦新城淀山湖大道青泰路、黄泥娄路与丁家港/青浦大道之间，是上海地铁17号线的地铁车站，为地下二层岛式站台，2017年12月30日开放。

## 结构
淀山湖大道站为地下二层岛式站台，设有高站台门。站后设两股折返线，用于17号线小交路折返。

### 楼层分布
| 地面层   | 出入口             | 1-4出入口                        |  |  |
| 地下一层 | 站厅               | 票务服务、自动售票机、人工服务台 |  |  |
| 地下二层 | ①站台              | █ 17号线 往西岑（朱家角）        |  |  |
|          | 岛式站台，左侧开门 |                                  |  |  |
|          | ②站台              | █ 17号线 往虹桥火车站（漕盈路）  |  |  |

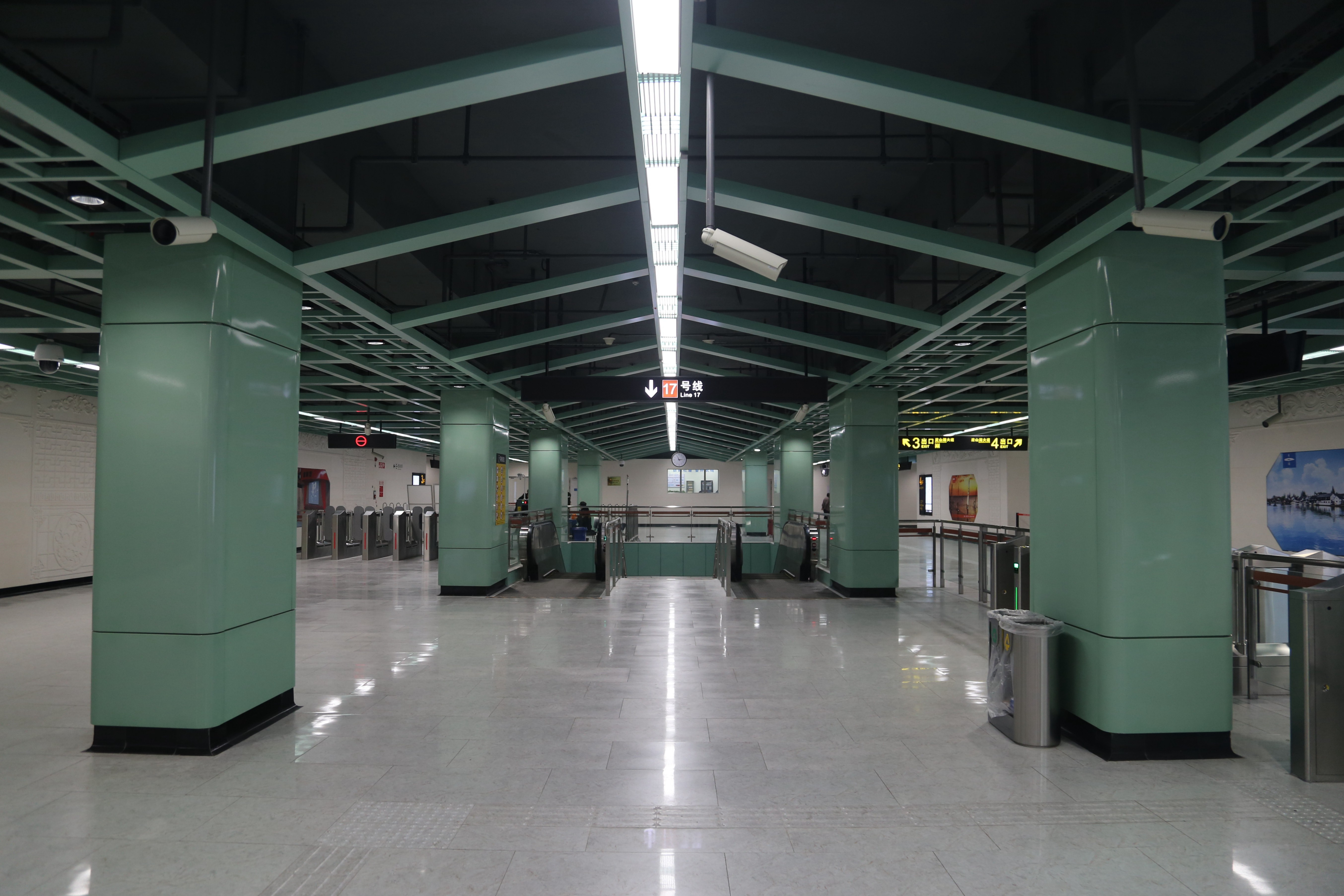
站厅
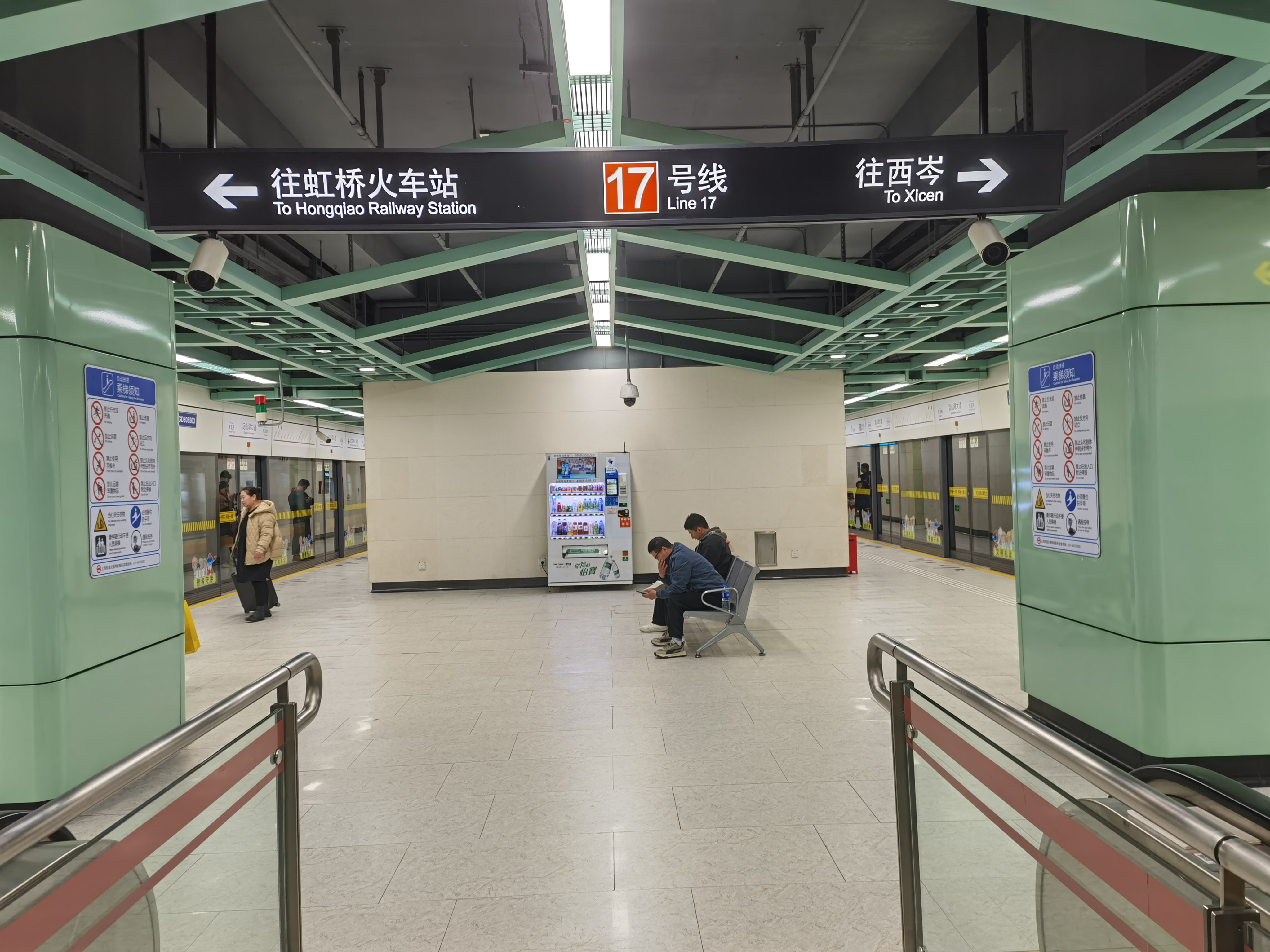
站台

## 出入口
淀山湖大道站共有4个编号出入口，各出入口如下所示：
| 出口编号            | 出口指示             | 照片 |
| ------------------- | -------------------- | ---- |
| 1 · 出口            | 淀山湖大道，黄泥娄路 |      |
| 2 · 出口            | 淀山湖大道，黄泥娄路 |      |
| 3 · 出口 · （设有） | 淀山湖大道           |      |
| 4 · 出口            | 淀山湖大道           |      |
| 图例： 设有         |                      |      |

车站在设计过程中考虑了与南侧万达商场和北侧东渡商场的地下空间连接，但最终仅有南侧万达茂商场实现地下连接，联通口位于2号口附近。